# Ланттулатикко
 Ланттулатикко  (фин. lanttulaatikko) — запеканка из брюквы, традиционное рождественское блюдо в Финляндии наряду с морковной и картофельной запеканкой . В ходе приготовления кусочки отварной брюквы разминают и смешивают с яйцами, сливочным маслом, мукой и жидкостью (овощной отвар, молоко или сливки). Заправляют сиропом (патокой), солью, перцем различными специями (имбирь, корица, мускатный орех) и помещают в форму для запекания. Поверхность посыпают панировочными сухарями и запекают в духовке. 
Подаётся как гарнир с рождественской ветчиной и другими мясными блюдами. 
Запеканки также продаются в готовом виде в продуктовых магазинах Финляндии и в некоторых продуктовых магазинах Швеции в районах с большим шведско-финским населением.